# The Lego Batman Movie
The Lego Batman Movie là bộ phim hoạt hình siêu anh hùng 3D năm 2017 do Warner Animation Group sản xuất. Với Chris McKay là đạo diễn, Seth Grahame-Smith, Chris McKenna, Erik Sommers, Jared Stern và John Whittington viết kịch bản; Dan Lin, Roy Lee, Phil Lord và Christopher Miller sản xuất. Bộ phim dựa trên dòng sản phẩm đồ chơi của Lego Batman, và là một hợp tác sản xuất quốc tế của Hoa Kỳ, Úc và Đan Mạch. Câu chuyện xoay quanh nhân vật DC Comics Batman khi anh cố gắng vượt qua nỗi sợ hãi lớn nhất của mình để ngăn chặn kế hoạch mới nhất của Joker. Với Will Arnett tái diễn vai Batman trong bộ phim, cùng Zach Galifianakis, Michael Cera, Rosario Dawson, Ralph Fiennes.
The Lego Batman Movie đã được công chiếu tại Dublin, Ireland vào ngày 29 tháng 1 năm 2017, và được phát hành tại Hoa Kỳ vào ngày 10 tháng 2 năm 2017. Trên thế giới, bộ phim được phát hành dưới dạng 3D, RealD 3D, Dolby Cinema, IMAX 3D. Bộ phim nhận được những đánh giá tích cực và đạt doanh thu 312 triệu USD trên toàn thế giới.